# Peter Birtwistle
William Gerald Peter Birtwistle (* 22. Februar 1914 in Clayton-le-Dale, Lancashire; † 12. Januar 2006 im Chorley Hospital in Lancashire) war ein englischer Badmintonspieler und -funktionär. 

## Karriere
Peter Birtwistle siegte 1949 bei den Middlesex Championships und den Kent Championships sowie 1950 bei den Northern Championships, den Nottinghamshire Championships und den Surrey Championships. Bei den French Open 1953 wurde er Zweiter im Doppel und im Mixed. Von 1991 bis 1996 war er Präsident von Badminton England.

## Sportliche Erfolge
| Saison | Veranstaltung                 | Disziplin    | Platz | Name                                |
| ------ | ----------------------------- | ------------ | ----- | ----------------------------------- |
| 1949   | Middlesex Championships       | Herrendoppel | 1     | Peter Birtwistle / Kenneth Greasley |
| 1950   | Northern Championships        | Herrendoppel | 1     | Peter Birtwistle / Kenneth Greasley |
| 1950   | Surrey Championships          | Herrendoppel | 1     | Peter Birtwistle / G. F. Saunders   |
| 1950   | Nottinghamshire Championships | Herrendoppel | 1     | Peter Birtwistle / Kenneth Greasley |